# Kimy Pernía Domicó
Kimy Pernía Domicó (Tierralta, c. 1952-Tierralta, c. 2 de junio de 2001) fue el líder de los indígenas Embera Katío del alto Sinú, en la lucha contra la construcción de la represa hidroeléctrica de Urrá I, en el departamento de Córdoba (Colombia).

## Primeros años
Su abuelo era Yari, un gran Jaibaná (chamán) y Cacique Embera Katío, fundador de las comunidades de la región; y su padre era el Nokó (jefe) Embera Manuelito Domicó. Kimy nació a orillas del Kuranzadó (río frío en Embera, llamado oficialmente río Esmeralda), en la comunidad de Begidó, y fue registrado con el nombre de Juan Domicó, pero una vez adulto, optó por el nombre idioma embera, Kimy (kimi = punta de lanza), que le había dado su abuelo y adoptó como su primer apellido el de su madre.
Pasó los primeros años en el Resguardo indígena. El exmisionero Gordon Horton le enseñó el castellano, lectura y escritura, así como las leyes sobre los derechos indígenas.

## Prisión
En los años 1970 permaneció preso durante un año, junto con su padre y su tío, acusados de colaborar con la guerrilla, pero sin que se les juzgara ni interrogara. Siendo inocentes, fueron finalmente liberados sin cargos. Su padre murió días después. Cuando salió libre, decidió irse sólo a vivir a las cabeceras del río Esmeralda, a la selva, según él "para alimentar el espíritu y olvidar esta injusticia".

## Conflicto por Urrá
A comienzos de los años 90, junto con Alonso Domicó, mayor que él y el joven Lucindo Domicó, asumió la tarea de oponerse a la imposición del Proyecto Hidroeléctrico Urrá. En 1995 organizó el Do Wambura ("Adiós río"), una movilización de mil indígenas desde el Resguardo de Karagabí hasta Lorica, para protestar contra el proyecto y exigir que la empresa dialogara con los nativos. Estuvo presente en la ocupación de la Embajada de Suecia en 1996, llevada a cabo por los Embera para denunciar el incumplimiento de los compromisos de la empresa Urrá tras el Do Wambura. 
Participó en la presentación de una acción jurídica de tutela contra la empresa Urrá que fue fallada en favor de los indígenas en 1998. Tras el asesinato de Alonso ese año y de Lucindo en 1999, Kimy debió salir de su región y refugiarse en Bogotá. 

## Viajes
Viajó a Canadá en noviembre de 1999, invitado por la Comisión de Derechos Humanos de las Iglesias Canadienses y allí intervino en el parlamento, en la TV y varios actos para exponer la situación de los Embera katío. Al regresa a su Resguardo, se sumó a la Gran Marcha Embera, que salió desde allí el 29 de noviembre de 1999, y que llegó a Bogotá y permaneció frente al Ministerio del Medio Ambiente hasta el 26 de abril de 2000. Luego visitó los Estados Unidos invitado por la Red Internacional de Ríos (IRN) y Global Exchange. En 2001 visitó de nuevo Canadá para participar en la Cumbre de los Pueblos contra el Área de Libre Comercio de las Américas ALCA.

## Desaparición forzada y muerte
El 2 de junio de 2001 cuando salía de la sede del Cabildo Mayor Embera Katío, en Tierralta, Kimy fue retenido por integrantes de las Autodefensas Unidas de Colombia y conducido forzadamente en una motocicleta, desconociéndose desde ese momento su paradero. En 2007 el jefe paramilitar Salvatore Mancuso reconocería que fue asesinado supuestamente por orden de Carlos Castaño, y afirmó que sus restos fueron arrojados al río Sinú.

## Colegio
El colegio se inauguró en febrero de 2009, rinde homenaje al líder Embera Katío desaparecido por las autodefensas, el cual desde entonces es un símbolo de la resistencia y sabiduría ancestral de su comunidad y para todos los indígenas en su lucha diaria contra las violaciones a sus territorios y al sustento de sus culturas. Con el colegio se parte de la idea de hacer presente la figura de Kimy más allá de la simple denominación, a través de una enseñanza acorde con los valores de fortaleza y comunidad que hicieron de su vida un itinerario arduo y combativo pero siempre con la coherencia y la integridad del que sabe muy bien cuál es la causa que defiende.